# Phù mạch
Phù mạch là một khu vực bị 
sưng của lớp dưới của da và mô ngay dưới da hoặc màng nhầy. Tình trạng sưng có thể xảy ra ở mặt, lưỡi, thanh quản, bụng, hoặc cánh tay và chân. Thường thì kết hợp với phát ban, sưng trong da trên. Khởi phát thường là hơn vài phút đến vài giờ.
Cơ chế cơ bản thường liên quan đến histamine hoặc bradykinin. Liên quan đến histamine là do phản ứng dị ứng với các tác nhân như côn trùng cắn, thực phẩm hoặc thuốc.  Liên quan đến bradykinin có thể xảy ra do một vấn đề di truyền được gọi là thiếu hụt chất ức chế estease C1, các loại thuốc được gọi là chất ức chế men chuyển angiotensin, hoặc rối loạn tăng sinh lympho bào.
Nỗ lực để bảo vệ đường hô hấp có thể bao gồm đặt nội khí quản hoặc cricothyroidotomy. Liên quan đến histamine có thể được điều trị bằng thuốc kháng, corticosteroid, và epinephrine. Ở những người có bệnh liên quan đến bradykinin, chất ức chế estease C1, ecallantide hoặc icatibant có thể được sử dụng. Có thể sử dụng plasma đông lạnh tươi thay thế. Tại Hoa Kỳ, bệnh ảnh hưởng đến khoảng 100.000 người mỗi năm..